# Побоишня
Побоишня — поселок в Макарьевском районе Костромской области. Входит в состав Горчухинского сельского поселения.

## География
Находится в юго-восточной части Костромской области на расстоянии приблизительно 33 км на юг по прямой от районного центра города Макарьев на правом берегу реки Чёрный Лух.

## Население
Постоянное население составляло 21 человек в 2002 году (русские 100 %), 2 в 2022.